# Taphrocampa lemurensis
Taphrocampa lemurensis är en hjuldjursart som beskrevs av Berzinš 1982. Taphrocampa lemurensis ingår i släktet Taphrocampa och familjen Notommatidae. Inga underarter finns listade i Catalogue of Life.